# Rickmer Rickmers
Le Rickmer Rickmers est un trois-mâts barque en acier construit en 1896 à Bremerhaven en Allemagne, autrefois connu sous le nom de Sagres II lorsqu'il était en service comme navire-école dans la marine portugaise après la Première Guerre mondiale et jusqu'en 1960.
Il est aujourd'hui un navire-musée à quai au musée maritime du port de Hambourg avec le Cap San Diego, près de St. Pauli-Landungsbrücken.

## Historique
Rickmer Clasen Rickmers, (1807-1886) était un constructeur naval de Bremerhaven et Willi Rickmer Rickmers, (1873-1965) dirigea une expédition germano-soviétique au Pamir en 1928.
Le Rickmer Rickmers a été construit en 1896 par le chantier naval Rickmers à Bremerhaven, et a été utilisé pour la première fois sur la route de Hong Kong  transportant du riz et du bambou. En 1912, il fut acheté par Carl Christian Krabbenhft, rebaptisée Max et transféré sur la route Hambourg-Chili.
Pendant la Première Guerre mondiale, Max a été capturé par le gouvernement du Portugal, dans le port de Horta (Açores) et prêté au Royaume-Uni comme aide de guerre. Pour le reste de la guerre, le navire a navigué sous l'Union Jack, en tant que Flores. Après la Première Guerre mondiale, il a été renvoyé au gouvernement portugais, devenant un navire-école de la marine portugaise et a de nouveau été rebaptisé NRP Sagres (le deuxième de ce nom). En 1958, il remporte la Tall Ships' Races.
Au début des années 1960, Sagres II a été retiré du service des navires-écoles lorsque la marine portugaise a acheté, au Brésil, le navire-école Guanabara (lancé à l'origine en Allemagne en 1937 sous le nom d'Albert Leo Schlageter). et a été mis en service en 1962 comme navire scolaire sous le nom de Sagres III. Dans le même temps, Sagres II a été rebaptisé Santo Andre et reclassé comme navire de dépôt. Le PNR Santo André est resté amarré à la base navale de Lisbonne, après avoir été mis hors service en 1975.
En 1983, l'organisation nommée Windjammer für Hamburg e.V. l'a racheté et rebaptisé pour la dernière fois en Rickmer Rickmers et transformée en navire musée flottant.

## Navire-musée
En 1974, le président de l'Association portuaire de Hambourg, Fiete Schmidt, a fondé l'Association Windjammer für Hamburg dans le but de garder le passé de Hambourg en tant que ville marchande et maritime dans une mémoire vive. L'association a été rebaptisée Rickmer Rickmers en 1978 et l'a échangé en 1983 dans un état minable pour le yacht Anne Linde (maintenant Polar). Après plusieurs années de restauration, il a été amarré en tant que navire-musée sur les jetées du port de Hambourg (HafenCity).

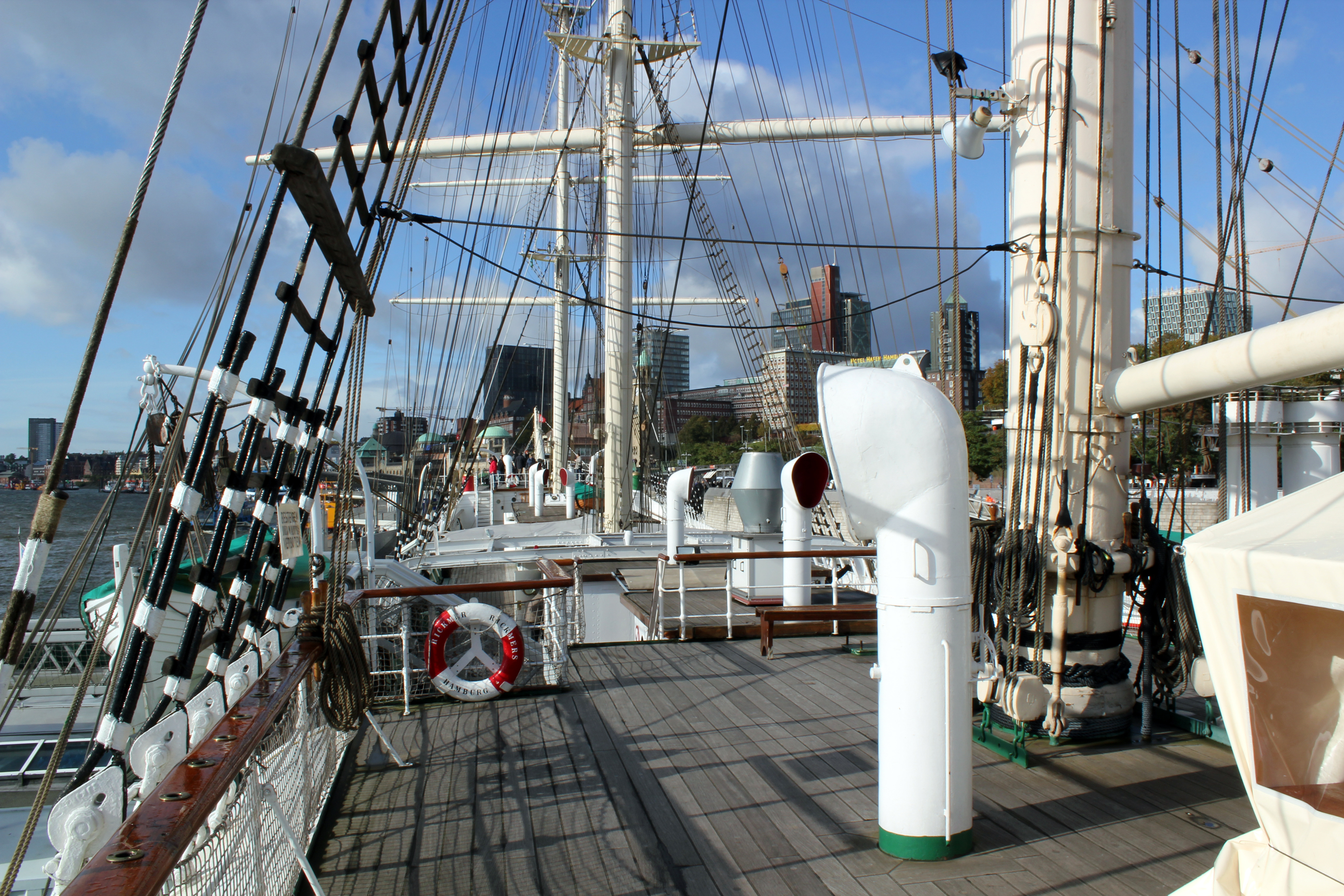
Pont du Rickmer Rickmers.
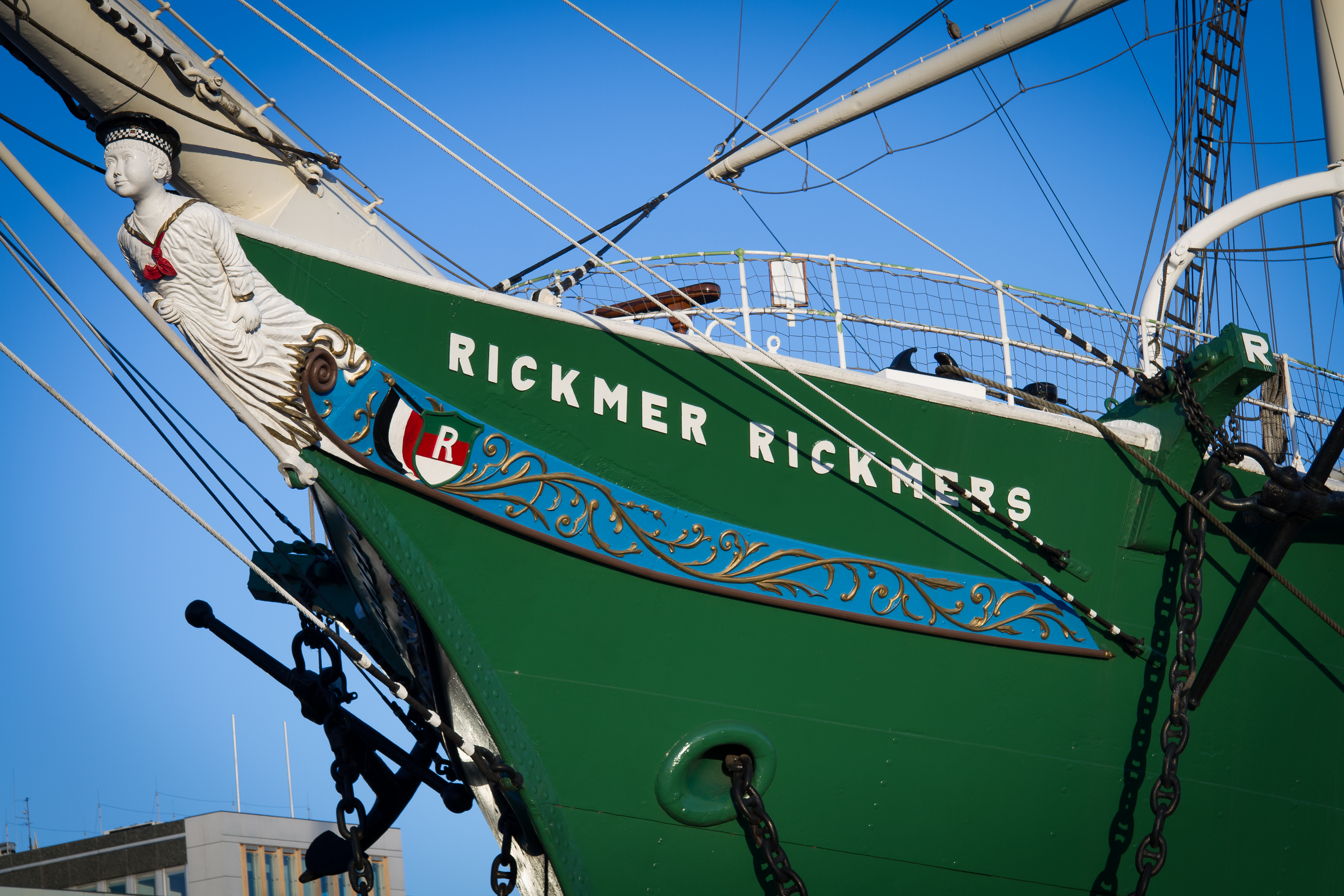
Figure de proue.
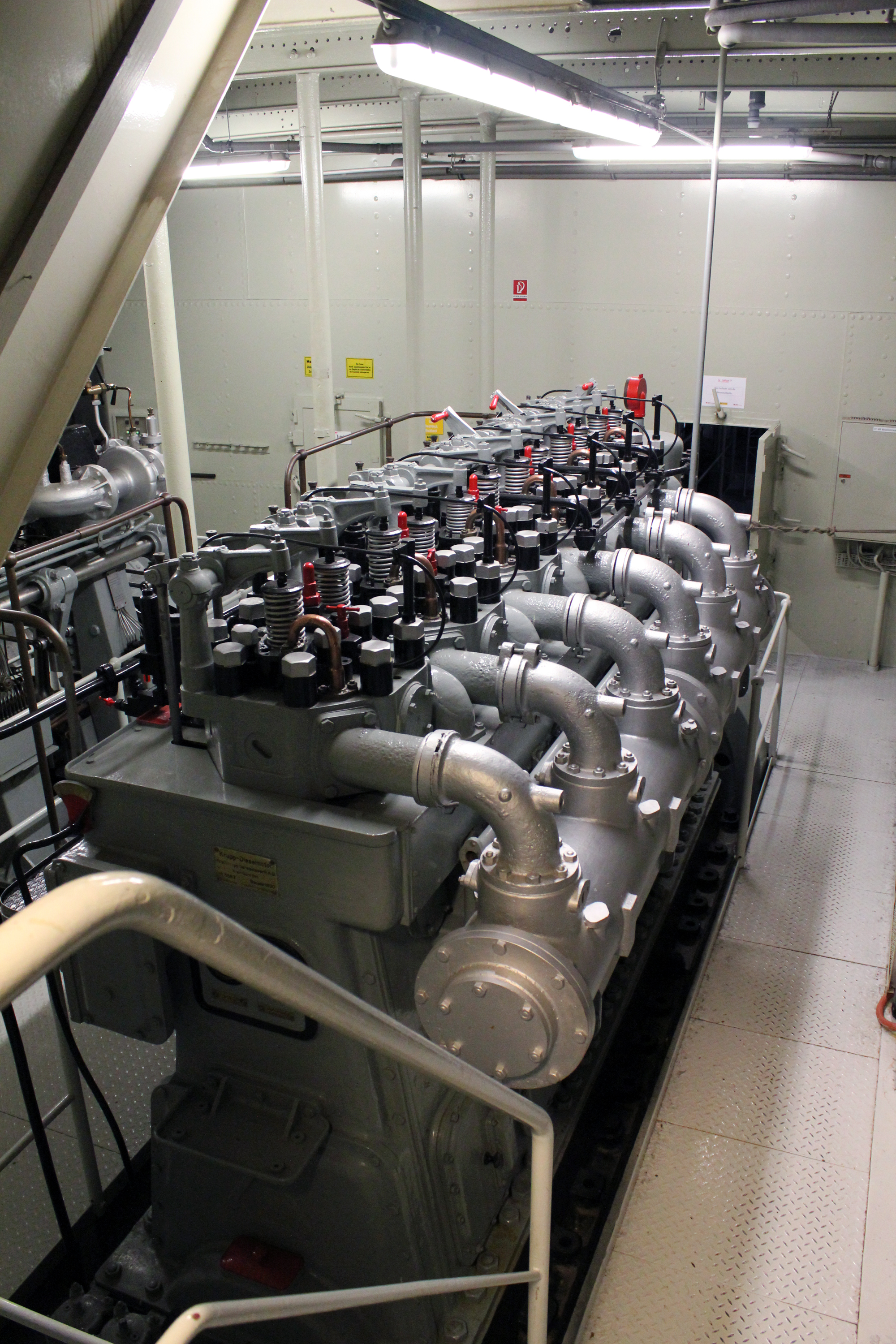
Salle des machines.
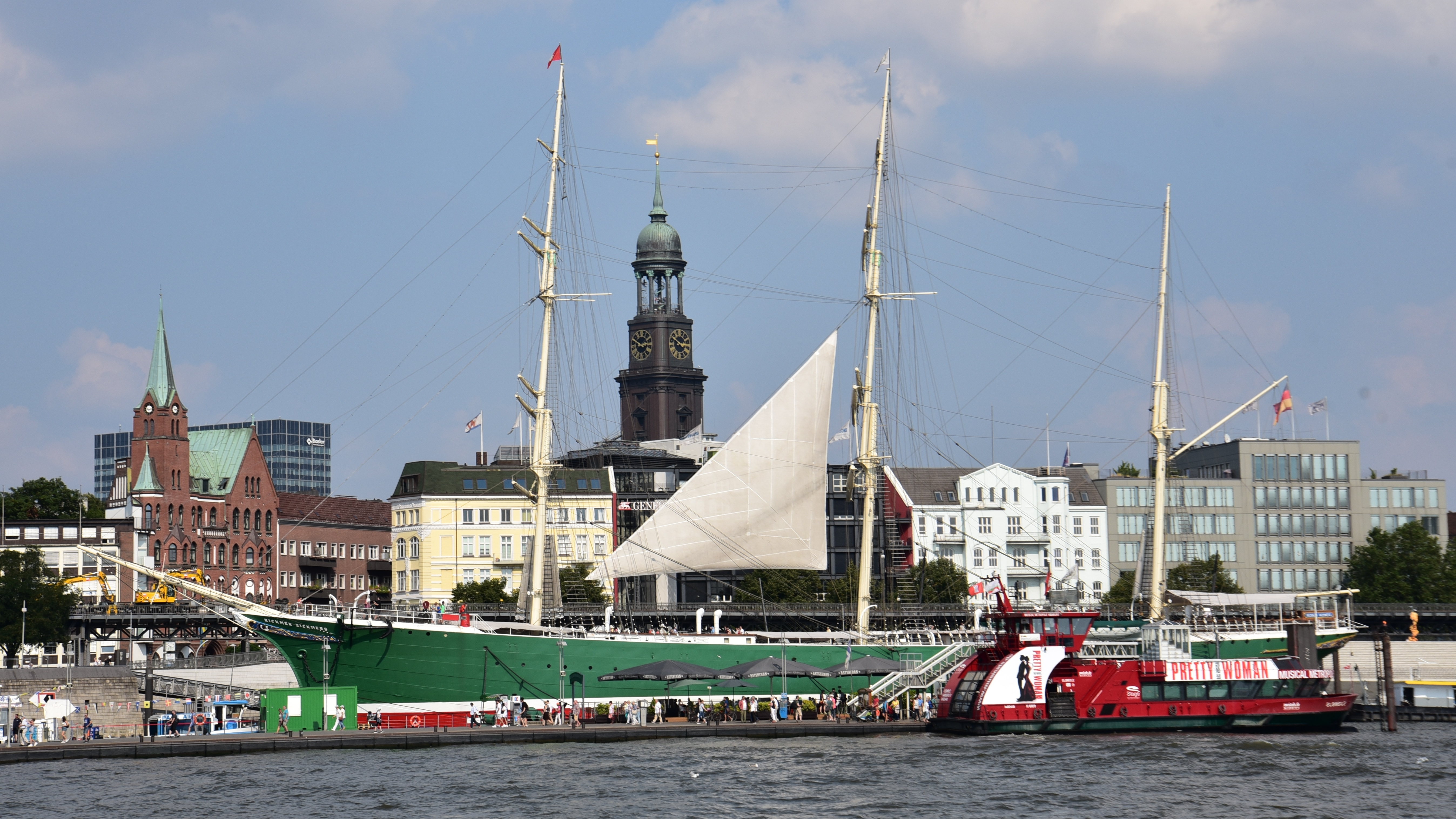
Au quai St-Pauli.